# Мицкевич, Евгений Петрович
Евге́ний Петро́вич Мицке́вич (24 декабря 1893, Клевань, ныне Ровенская область, Украина — 19 февраля 1959, Москва) — советский разведчик, полковник (1943). В органах ВЧК — ОГПУ — НКВД с 1924 года.

## Биография
Родился 24 декабря 1893 года в Клевани в крестьянской семье, украинец.
В армии с 1915 года. После Февральской революции 1917 года — член полкового комитета и Речицкого Совета рабочих и солдатских депутатов. Осенью командир батальона 257 полка, руководил подавлением мятежей в Речице.
Член РСДРП(б) с сентября 1917 года.
После Октябрьской революции — комиссар юстиции Речицкого Совета. В январе 1918 года командовал отрядом Красной гвардии в борьбе с корпусом Довбор-Мусницкого. С декабря 1918 года — председатель Речицкого уездного ВРК, с марта 1919 — исполкома Советов. В ходе советско-польской войны 1920 года командир полка, позже комиссар Речицкого уезда.
В 1924 году окончил экономическое отделение Московского государственного университета. В том же году принят на работу в Иностранный отдел ОГПУ.
В 1925 году — на нелегальной работе в Германии, руководит созданием агентурной сети в Гамбурге. С ноября 1927 года в Италии, руководит группой нелегальных работников в Риме, где находится до 1930 года. В 1931—1933 годах — в Великобритании.
В 1934 году — в США, потом в Китае. Организовывает нелегальную разведывательную работу по Японии и против белогвардейской антисоветской деятельности. В 1937 году возвращается в США и более года руководит нелегальной резидентурой.
В 1939—1941 годах — в различных подразделениях НКВД. В августе 1941 года возвращается во внешнюю разведку. Руководит работой одного из отделов разведки. В 1944 году на работе в Италии, руководит группой разведчиков-нелегалов. По завершении командировки работает руководителем отдела внешней разведки.
В 1948—1953 годах — руководитель кафедры разведывательной школы КГБ. В 1953 году ушел в отставку. Умер в 1959 году.

## Награды
Награждён орденом Ленина, двумя орденами Красного Знамени, орденами Отечественной войны 1 степени и «Знак Почёта», медалями и знаком Почетный чекист.

## Память
Именем Евгения Мицкевича названы улица и переулок в Речице.

## Ссылка
- Кадровый состав органов государственной безопасности СССР. Мицкевич, Евгений Петрович. nkvd.memo.ru. Дата обращения: 7 апреля 2019. Архивировано 7 апреля 2019 года.